# Moody Blues
『Moody Blues』（ムーディ・ブルーズ）はスターダストレビュー15枚目のオリジナル・アルバム。1998年11月5日に発売された。

## 解説
ゼティマから発売された最後のオリジナルアルバムであり、光田健一が正規メンバーとして参加した唯一のアルバム。

## 収録曲
全曲（特記以外）　作詞・作曲：根本要、編曲：光田健一
1. どうして
作詞：根本要/山田ひろし　編曲：矢代恒彦
2. ワイン恋物語　
作詞：渡辺なつみ
3. 月の輝く夜に
編曲：鳥山雄司
4. プラトンの嘆き（ミュージカル 「我が退屈な人生」 より）
作詞：根本要/寺田正美
5. Sweet Harmony
6. ジャスミン（A Cappella Version）
作詞：根本要/渡辺なつみ
7. 真昼の月
作詞：林紀勝　編曲：鳥山雄司
8. 無難に生きていますか?
作詞・作曲：柿沼清史
9. Joy To The Future
編曲：鳥山雄司）
10. 君に贈るHolly Night
作詞：渡辺なつみ　作曲：柿沼清史
11. 屋根にノボって
作詞：林紀勝　編曲：山本公樹
12. 7月7日
作詞：康珍化　編曲：鳥山雄司
13. どうして（LIVE VERSION）
2006年以降再発盤のみ収録ボーナス・トラック

## クレジット
どうして
- Slide Guitar Solo：根本要
- Keyboards, programming：矢代恒彦
- programming：平木秀行
- Wurlitzer：光田健一
- Strings：篠崎正嗣

ワイン恋物語
- Synthesizer Solo：光田健一

月の輝く夜に
- E. Guitar, A. Guitar, E. Sitar, programming：鳥山雄司

プラトンの嘆き（ミュージカル 「我が退屈な人生」 より）
- Trombone：中路英明
- Clarinet：Jake H. Concepcion
- Very Cute Voice：石黒彩（モーニング娘。）

Sweet Harmony
- Alto Sax：山本公樹
- Trumpet：小林太
- Trombone：中路英明

真昼の月
- E. Guitar, programming, 1st & 3rd Guitar Solo：鳥山雄司
- 2nd Guitar Solo：根本要

Joy To The Future
- E. Guitar, A. Guitar, E. Guitar Solo, programming：鳥山雄司
- Slide Guitar Solo：根本要

君に贈るHolly Night
- Vocal：柿沼清史
- A. Piano Solo：光田健一

屋根にノボって
- Fender Rhodes Solo：光田健一
- Alto Sax, Flute, Keyboards, Chorus Arrangement：山本公樹
- Synthesizer programming, Keyboards：中村”レレ”康就

7月7日
- A. Guitar, programming：鳥山雄司
- Gut Guitar, E. Guitar：根本要